# Rose Vestris
Pour les articles homonymes, voir Gourgaud et Vestris.
Pour les autres membres de la famille, voir Famille Gourgaud.
Françoise-Rose Gourgaud, dite Rose Vestris, est une actrice française née à Marseille le 7 avril 1743 et morte dans l'ancien 2e arrondissement de Paris le 5 octobre 1804.

## Biographie
Elle est la fille de Pierre-Antoine Gourgaud, dit Dugazon. Elle épousa le danseur d'origine florentine Angiolo Vestris, frère cadet de Gaëtan Vestris.
Rose Vestris débute le 19 décembre 1768 à la Comédie-Française dans Tancrède de Voltaire (rôle d'Aménaïde).

## Théâtre

### Comédie-Française
Entrée en 1768
Nommée 160e sociétaire en 1769
Départ en 1803
- 1768 : Tancrède de Voltaire : Aménaïde
- 1768 : Ariane de Thomas Corneille : Ariane
- 1769 : L'Orphelin de la Chine de Voltaire : Idamé
- 1769 : Alzire de Voltaire : Alzire
- 1769 : Zaïre de Voltaire : Zaïre
- 1769 : L'École des maris de Molière : Isabelle
- 1769 : La Seconde Surprise de l'amour de Marivaux : la Marquise
- 1769 : Le Comte d'Essex de Thomas Corneille : la Duchesse
- 1769 : Mahomet de Voltaire : Palmire
- 1769 : Iphigénie de Jean Racine : Eriphile
- 1769 : Le Misanthrope de Molière : Célimène
- 1770 : Iphigénie de Jean Racine : Iphigénie
- 1770 : Héraclius de Pierre Corneille : Pulchérie
- 1770 : Les Scythes de Voltaire : Obéïde
- 1770 : Cinna de Pierre Corneille : Émilie
- 1770 : Rodogune de Pierre Corneille : Rodogune
- 1770 : Athalie de Jean Racine : Zacharie
- 1770 : Florinde de Pierre-François Alexandre Lefèvre : Florinde
- 1770 : La Veuve du Malabar d'Antoine-Marin Lemierre : Lanassa
- 1770 : Brutus de Voltaire : Tullie
- 1770 : Athalie de Jean Racine : Josabet
- 1770 : Mithridate de Jean Racine : Monime
- 1770 : Inès de Castro d'Antoine Houdar de La Motte : Inès de Castro
- 1771 : Sémiramis de Voltaire : Azéma
- 1771 : Gaston et Bayard de Pierre Laurent Buirette de Belloy : Euphémie
- 1771 : Nicomède de Pierre Corneille : Laodice
- 1771 : Adélaïde du Guesclin de Voltaire : Adélaïde
- 1771 : Le Cid de Pierre Corneille : Chimène
- 1772 : Bajazet de Jean Racine : Roxane
- 1772 : Les Chérusques de Jean-Grégoire Bauvin : Thusnelde
- 1772 : Andromaque de Jean Racine : Hermione
- 1772 : Sertorius de Pierre Corneille : Viriate
- 1773 : L'Assemblée d'Augustin-Théodore Lebeau de Schosne, suivi de L'Apothéose de Molière (ballet)
- 1773 : Régulus de Claude-Joseph Dorat : Marcie
- 1773 : Térée et Philomèle d'Antoine Renou : Procné
- 1774 : Sophonisbe de Voltaire : Sophonisbe
- 1774 : Adélaïde de Hongrie de Claude-Joseph Dorat : Alise
- 1775 : Les Arsacides de Peyraud de Beaussol : Glaphire
- 1776 : Lorédan de Jean-Gaspard Dubois-Fontanelle : Léonor Priuli
- 1776 : Athalie de Jean Racine : Zacharie
- 1776 : Phèdre de Jean Racine : Phèdre
- 1777 : Gabrielle de Vergy de Pierre-Laurent Buirette de Belloy : Gabrielle de Vergy
- 1777 : Mustapha et Zéangir de Chamfort : Roxelane
- 1778 : Les Barmécides de Jean-François de La Harpe : Sémire
- 1778 : Irène de Voltaire : Irène
- 1778 : Œdipe chez Admète de Jean-François Ducis : Alceste
- 1779 : Les Muses rivales ou l'Apothéose de Voltaire de Jean-François de La Harpe : Melpomène
- 1779 : Agathocle de Voltaire : Barsine
- 1781 : Jeanne Ire, reine de Naples de Jean-François de La Harpe : Jeanne Ire
- 1782 : L'Inauguration du Théâtre-Français de Barthélemy Imbert : Melpomène
- 1782 : Molière à la nouvelle salle ou les Audiences de Thalie de Jean-François de La Harpe : Melpomène
- 1782 : Tibère et Sérénus de Nicolas Fallet : Otilide
- 1783 : Le Roi Lear de Jean-François Ducis d'après William Shakespeare : Helmonde
- 1784 : Coriolan de Jean-François de La Harpe : Véturie
- 1784 : Corneille aux Champs-Élysées de Honoré Jean Riouffe : Melpomène
- 1784 : Macbeth de Jean-François Ducis d'après William Shakespeare : Frédégonde
- 1785 : Abdir d'Edme-Louis Billardon de Sauvigny : la mère d'Abdir
- 1785 : Albert et Émilie de Paul-Ulric Dubuisson : Émilie
- 1785 : Roxelane et Mustapha de Jean-Baptiste Simonet de Maisonneuve : Roxelane
- 1787 : Augusta de Fabre d'Églantine : Augusta
- 1788 : Alphée et Zarine de Nicolas Fallet : Alphée
- 1789 : Charles IX de Marie-Joseph Chénier : Catherine de Médicis
- 1789 : Ericie ou la Vestale de Jean-Gaspard Dubois-Fontanelle : Ericie
- 1790 : Barnevelt d'Antoine-Marin Lemierre : Marie d'Utrecht
- 1799 : Épicharis et Néron de Gabriel-Marie Legouvé : Épicharis
- 1799 : Britannicus de Jean Racine : Agrippine
- 1799 : Étéocle et Polynice de Gabriel-Marie Legouvé : Antigone
- 1799 : Fénelon de Gabriel-Marie Legouvé : Héloïse
- 1799 : Iphigénie de Jean Racine : Clytemnestre